# Aliança Democràtica Ucraïnesa per a la Reforma
L'Aliança Democràtica Ucraïnesa per a la Reforma de Vitali Klitxkó (ucraïnès: Український демократичний альянс за реформи Віталія Кличка, transcrit Ukraiinski demokratitxni alians za reformi Vitàlia Klitxà;; l'acrònim UDAR/УДАР es tradueix com a "cop") és un partit polític d'Ucraïna encapçalat pel boxejador professional retirat ucraïnès i campió del món emèrit dels pesos pesants pel WBC Vitali Klitxkó. El partit segueix una línia anticorrupció i proeuropea.
Legalment és el successor del partit polític "Capital Europeu" (ucraïnès: Політична партія „Європейська столиця“) que fou registrat el març del 2005. En la seva forma actual, el partit va ser fundat el 24 d'abril de 2010, sobre la base del Bloc Vitali Klitxkó (ucraïnès: Блок Віталія Кличка), una aliança política local a Kíev (la capital d'Ucraïna).
El partit va aconseguir 40 escons al Parlament d'Ucraïna a les eleccions parlamentàries d'Ucraïna del 2012.
l'UDAR té LA "condició d'observador" al Partit Popular Europeu.

## Història

### Partit Polític "Capital Europea"
El Partit Polític "Capital Europea" es va registrar al març de 2005 (el seu líder de partit era l'empresari ucraïnès Lev Partsxaladze) i el partit va guanyar un 0,04% dels vots durant les eleccions al Parlament d'Ucraïna de 2006, el partit no va participar en les eleccions al Parlament d'Ucraïna de 2007. Al febrer de 2009 el partit va canviar el seu nom a Partit Polític "Nou País". Lev Partsxaladze fou elegit regidor a l'Ajuntament de Kíev pel Bloc Vitali Klitsxko el 2008, però en fou expulsat, per haver votat diverses vegades de manera diferent al grup, el 2 desembre 2010.

### Bloc Vitali Klitxkó
El Bloc Vitali Klitxkó eren dues coalicions polítiques locals a la capital d'Ucraïna, Kíev que es van presentar a les en dues eleccions locals allà. El 10 de desembre de 2005, els partits Pora! i Partit Reformes i Ordre va acordar crear un bloc "partit cívic" PORA-ROP "que es presentaria a les eleccions del 26 març de 2006 a l'ajuntament de Kíev. El bloc va ser dirigit per Vitali Klitxkó un boxejador professional ucraïnès i actual campió de pes pesant pel WBC i es va convertir en Bloc Vitali Klitxkó "PORA-ROP", que va aconseguir 14 regidors en les eleccions del 2006.Klitxkó és regidor de l'ajuntament de Kíev des de llavors El bloc de seguida se sentí apartat després de les eleccions.Durant les eleccions que es van celebrar simultàniament a l'alcaldia de Kíev, Klitxkó va rebre el 26 per cent dels vots.
Durant les eleccions locals de Kíev eleccions del 2008, el Bloc Vitali Klitxkó Bloc va ser una combinació dels partits Moviment Popular d'Ucraïna, el partit polític "Capital Europea" i "Socialdemòcrates d'Ucraïna" i va aconseguir el 10,61% dels vots i 15 regidors a l'ajuntament de Kíev. Durant les eleccions que es van celebrar de manera simultània a l'alcaldia de Kíev Klitxkó va rebre el 17.9 per cent dels vots.
El 14 octubre 2008 Vitali Klitxkó va anunciar que era possible que el seu bloc participés en les pròximes eleccions parlamentàries d'Ucraïna. Va afegir que la decisió sobre la participació en la cursa electoral seria presa definitivament per tot l'equip polític que integrava el Bloc de Vitali Klitxkó, no per ell personalment. Un possible candidat per funcionar amb el Bloc Vitali Klitxó com a bloc electoral era el Partit Europeu d'Ucraïna.
El Bloc Vitali Klitxkó el conformaven les següents forces polítiques:
- Moviment Popular d'Ucraïna
- Capital Europea
- Ucraïnesos socialdemòcrates

### Aliança Democràtica Ucraïnesa per a la Reforma
En un congrés del partit, celebrat el 24 d'abril de 2010, el Partit Polític "Nou País" (fundada el 2005 com a Partit Polític "Capital Europea i passaria a denominar-se" Nou País "14 mesos abans d'abril de 2010) canviat el nom a Aliança Democràtica Ucraïnesa per a la Reforma i elegí el boxejador Vitali Klitxkó com el seu líder. El partit es va convertir oficialment en Aliança Democràtica Ucraïnesa per a la Reforma (UDAR, per les seves sigles en ucraïnès) de Vitali Klitxkó a mitjans de juliol de 2010.
Durant les eleccions locals a Ucraïna del 2010 el partit va aconseguir prop de 400 representants als municipis i als consells de les óblasti (parlaments regionals).
La facció del Bloc Vitali Klitxkó a l'ajuntament de Kíev va canviar el seu nom a UDAR de Vitali Klitxkó, el febrer de 2011. El partit és força popular a Kíev.

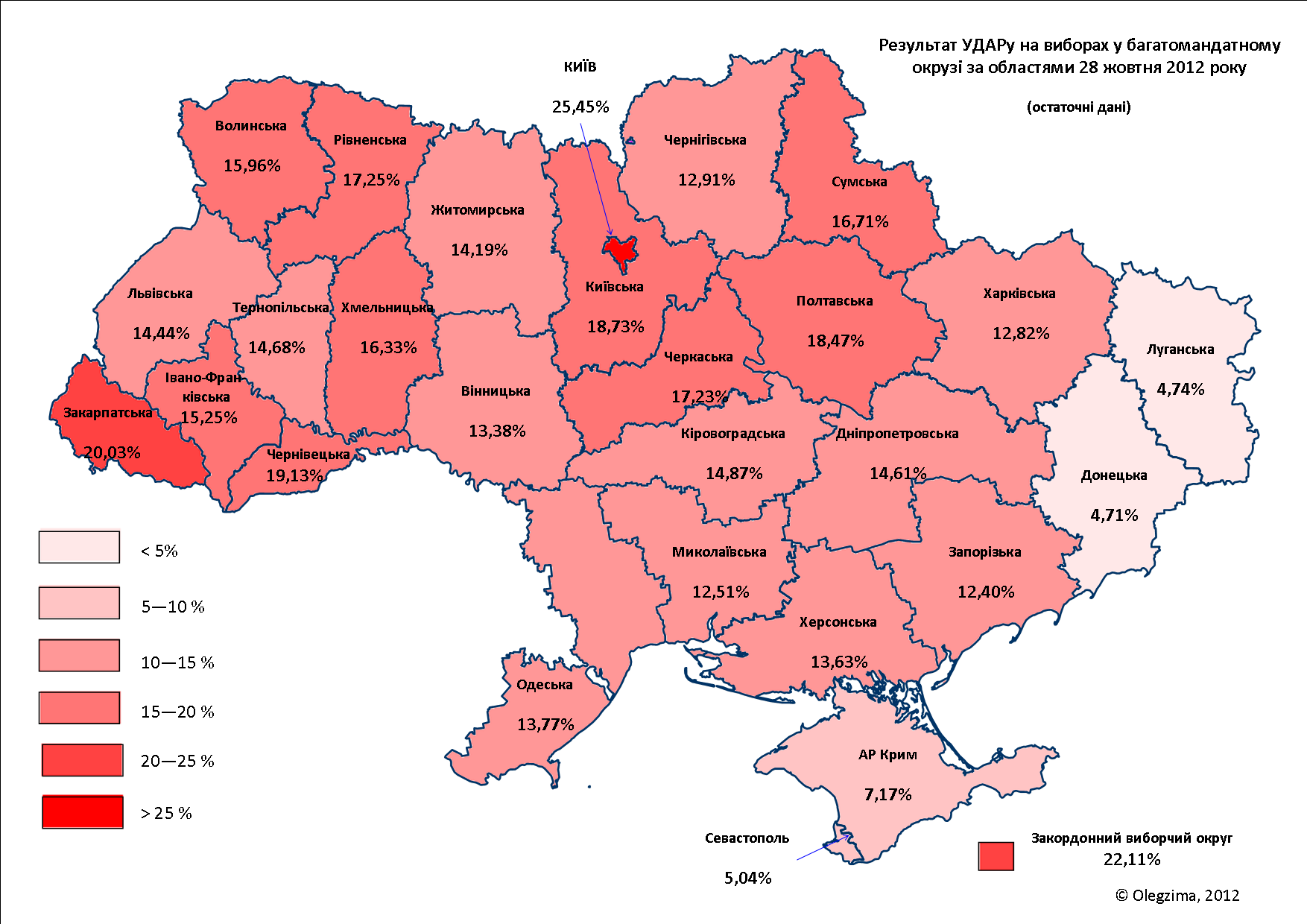
Resultats en les eleccions del 2012

Al setembre de 2011 el líder del partit Klitschko va dir que el partit estava considerant la possibilitat de fusionar amb altres partits polítics abans de contendre a les eleccions parlamentàries d'Ucraïna del 2012. El desembre del 2011, l'UDAR de Vitali Klitxkó i Posició Ciutadana estaven negociant una unificació. Però Posició Ciutadana finalment s'uní a Unió Panucraïnesa "Pàtria" durant aquelles eleccions.
L'UDAR va convertir-se en soci de la Unió Demòcrata Cristiana d'Alemanya al novembre de 2011.
L'UDAR no es va unir aL Comitè de Resistència a la Dictadura; però el 22 de gener el 2012 va signar un acord d'accions conjuntes amb l'aliança.
A partir de març 2010 la popularitat del partit en les enquestes d'opinió va arribar a un nivell gairebé dues vegades més gran que el llindar electoral (que es va elevar a 5% al novembre de 2011). La llista electoral del partit era una barreja de candidats que fou utilitzada per representar partits de tot l'espectre polític d'Ucraïna.
Després d'una aplicació reeixida el Partit Popular Europeu va endegar el 5 d'abril del 2012 el procés per fer de l'UDAR un observer member de l'organització.
Al juliol 2012 Klitxkó, el líder del partit, va declarar que el seu partit no cooperaria amb el Partit de les Regions en el nou parlament.
A principis d'agost del 2012 el partit es queixava que els seus candidats a diputats (i tots els altres partits no involucrats en el primer govern Azàrov) patien "pressió psicològica i física" i això "era deu cops superior a la dels altres partits".
Dues setmanes abans de les eleccions al Parlament d'Ucraïna de 2012 del 28 d'octubre, l'UDAR retirà 26 dels seus candidats que concorrien en un escrutini uninominal majoritari en favor dels candidats de la Unió Panucraïnesa "Pàtria" i aquesta retirà 26 candidats a parlamentari en favor de l'UDAR en un intent de maximitzar vots per a l'oposició. En aquelles eleccions el partit va aconseguir el 13,97% del vots a nivell nacional i 6 circumscripcions electorals (s'havia presentat en 183 de les 225 circumscripcions) i 40 escons. El suport a l'UDAR era el menys diversificat a nivell regional en comparació amb els resultats dels altres partits principals. Els candidats independents Iaroslav Dubnevitx i Fedir Nehoi s'uniren al grup parlamentari de l'UDAR el 12 de desembre del 2012; el mateix dia, el líder del partit, Klitxkó, fou elegit cap del grup parlamentari. El partit coordinaria les seves activitats amb la Unió Panucraïnesa "Pàtria" i la Unió Panucraïnesa "Llibertat".
A finals de desembre del 2012, l'UDAR i el Moviment Nacional Unit de Geòrgia van signar un acord de cooperació.
Al maig de 2013 l'UDAR, la Unió Panucraïnesa "Pàtria" i la Unió Panucraïnesa "Llibertat" es va comprometre a coordinar les seves accions durant les eleccions presidencials ucraïneses de 2014.
El 6 de setembre de 2013, al partit se li va concedir l'"estatus d'observador" al Partit Popular Europeu.
El líder del partit, Klitxkó, va confirmar el 28 de febrer del 2014 que anava a participar en les eleccions presidencials ucraïneses de 2014 (, això també acabava amb l'acord de maig del 2013, de coordinació amb Batkivsxina Svoboda). Però el 29 de març del 2014 anuncià que havia canviat d'opinió i que es postularia per al càrrec d'alcalde de Kíev a les eleccions a l'ajuntament de Kíev que s'havien de celebrar el 25 de maig del 2014. A les eleccions presidencials ucraïneses del 2014, Klitxkó va donar suport a la candidatura de Petrò Poroixenko. Klitschko won Kiev's mayoral elections with almost 57% of the votes. Poroixenko fou elegit President d'Ucraïna el 25 de maig del 2014. Klitxkó va jurar el càrrec d'alcalde el 5 de juny del 2014. El mateix dia, el Parlament ucraïnès havia privat Klitxkó del seu mandat parlamentari (els diputats ucraïnesos no tenen dret a combinar les activitats parlamentàries amb qualsevol altra ocupació pública). Per tant, Vitali Kovaltxuk fou elegit cap del grup parlamentari el 7 de juny del 2014.
El 2 de setembre, Kovaltxuk va afirmar que des que el seu partit i el Bloc Petrò Poroixenko
havia acordat "la participació conjunta en les eleccions parlamentàries" el 29 de març de 2014, les dues parts estaven "en discussió" sobre "el format" per saber com fer-ho a les eleccions al Parlament d'Ucraïna de 2014 que s'havien de celebrar a l'octubre. El 15 de setembre es va posar de manifest que el 30% de la llista electoral del Bloc Petrò Poroixenko Bloc seria ocupada per membres de l'UDAR i que el líder de l'UDAR, Vitali Klitxkó, seria al capdamunt de la llista. Klitxkó va prometre no renunciar a l'alcaldia de Kíev. El Bloc Petrò Poroixenko es va alçar amb la victòria a les eleccions al Parlament d'Ucraïna de 2014 amb 132 escons; va quedar per davant del governant Front Popular que va aconseguir 82 escons. No obstant això, el Front Popular va tenir uns millor resultats que el Bloc Petrò Poroixenko amb un 0,33% més en les eleccions a nivell nacional sota les llistes de partits (22,14% enfront de 21,81%) però el partit va guanyar a 69 circumscripcions, mentre que el Front Popular va guanyar només a 18 circumscripcions.

## Ideologia i posicionaments polítics
L'UDAR tendeix a evitar els temes sensibles i de polarització i se centra més aviat en temes populars, com més autonomia als ucraïnesos comuns i una despietada campanya contra la corrupció, la indiferència de les autoritats, la manca de governabilitat local, la desigualtat i la pobresa.El partit vol "alliberar el poder de l'Estat i crear les condicions per al benestar".
El partit és favorable a un Acord d'Associació Unió Europea-Ucraïna. No ha adoptat cap postura sobre un possible ingrés a l'OTAN d'Ucraïna.
UDAR vol superar la desigualtat social amb "l'abandonament de la idea de la mà d'obra barata".
En l'educació, el partit vol portar l'educació a Ucraïna a "estàndards europeus" per al "desenvolupament de les proves externes i el seguiment de la qualitat de l'educació".L'UDAR vol retornar a una educació secundària obligatòria a partir dels 12 anys amb una formació especialitzada en les dues últimes classes i tres cicles d'aprenentatge en l'educació superior - llicenciatures, màsters i postgraus.També vol garantir l'autonomia de les institucions educatives per llei.
El partit vol combatre la corrupció a Ucraïna amb una major transparència i la creació d'un organisme anticorrupció independent.
L'UDAR vol reduir el nombre d'agències estatals per tal de "minimitzar la interacció del ciutadà amb un funcionari".I vol simplificar els procediments de registre de la propietat. Es vol reduir el nombre d'impostos de 23 a 7 i simplificar el sistema tributari general. "Els propietaris de la terra per a fins agrícoles" han de ser només ciutadans d'Ucraïna.
L'UDAR vol abolir els privilegis del president de la Rada Suprema (Parlament d'Ucraïna) i dels ex presidents d'Ucraïna i vol reduir els avantatges per als actuals parlamentaris.
El partit s'ha compromès a "reiniciar" el sistema judicial, i a "reforçar el control de l'opinió pública sobre les eleccions".
El partit està a favor que es puguin fer ILPs amb un mínim de 150.000 signatures. El partit està a favor d'eleccions amb llistes obertes regionalsi eleccions d'alcaldes a dues rondes.A les eleccions locals, és favorable a rebaixar l'edat mínima per ser elector a 16 anys (actualment 18).També vol introduir a Ucraïna una llei que permeti la moció de censura del president d'Ucraïna.
El partit vol simplificar els procediments per a la creació i el registre de les organitzacions públiques i de beneficència.
El juny de 2013, el grup parlamentari del partit va votar a favor de la denúncia del Pacte de Khàrkiv del 2010.

## Resultats electorals

### Verkhovna Rada
| Any  | Vot popular                          | Percentatge                          | Escons s/ total                      | Canvi                                | Govern             | Remarques                              |
| ---- | ------------------------------------ | ------------------------------------ | ------------------------------------ | ------------------------------------ | ------------------ | -------------------------------------- |
| 2006 | 12,027                               | 0.04                                 | 0 / 450                              | =                                    |                    | Com a partit polític "Capital Europeu" |
| 2007 | No va participar                     | No va participar                     | 0 / 450                              | =                                    |                    | Com a partit polític "Capital Europeu" |
| 2012 | 2,847,878                            | 13.97                                | 40 / 450                             | 40                                   | Oposició           |                                        |
| 2014 | com a part del Bloc Petrò Poroixenko | com a part del Bloc Petrò Poroixenko | com a part del Bloc Petrò Poroixenko | com a part del Bloc Petrò Poroixenko | Govern de coalició |                                        |

### Ajuntament de Kíev
| Any  | Vot popular | Percentatge | Escons s/ total | Canvi | Govern   | Remarques                            |
| ---- | ----------- | ----------- | --------------- | ----- | -------- | ------------------------------------ |
| 2006 | 12,027      | 0.04        | 14 / 120        | 14    | Oposició | Com a Bloc Vitali Klitxkó "PORA-ROP" |
| 2008 | 122,243     | 10.61       | 15 / 120        | 1     | Oposició | com a Bloc Vitali Klitxkó            |
| 2014 | 2,847,878   | 40.54       | 77 / 120        | 62    | Govern   |                                      |